# Bryant (Dacota do Sul)
Bryant é uma cidade localizada no estado norte-americano de Dacota do Sul, no Condado de Hamlin.

## Demografia
Segundo o censo norte-americano de 2000, a sua população era de 396 habitantes. 
Em 2006, foi estimada uma população de 380, um decréscimo de 16 (-4.0%).

## Geografia
De acordo com o United States Census Bureau tem uma área de 
1,4 km², dos quais 1,4 km² cobertos por terra e 0,0 km² cobertos por água. Bryant localiza-se a aproximadamente 564 m acima do nível do mar.

## Localidades na vizinhança
O diagrama seguinte representa as localidades num raio de 24 km ao redor de Bryant. 